# NetBIOS
NetBIOS (['nɛtbaɪɒs]IPA, anglicky Network Basic Input Output System) je v informatice název protokolu umožňujícího sdílení prostředků v počítačové síti. Cílem bylo zpřístupnění síťových prostředků a služeb pomocí názvů počítačů (uzlů). Nabízí softwarové rozhraní (API) poskytující služby, které mají vztah s 5. (relační) vrstvou ISO/OSI modelu.

## Charakteristika
Původně byl NetBIOS vázán pouze na protokol síťové/transportní vrstvy NetBEUI. Zároveň zajišťoval službu názvů v rámci lokální sítě. Směrování nebylo možné. Později byl  protokol upraven, aby umožnil komunikaci i nad směrovatelnými protokoly, např. IP (současnost) nebo IPX (již nepoužívaný).
Každé zařízení má v počítačové síti svůj název, jehož délka je omezena na 15 znaků. Pokud klient požaduje navázání spojení, vyšle pomocí broadcastu dotaz na všechny ostatní počítače, ve kterém žádá o překlad názvu NetBIOS na MAC adresu. Uzel s požadovaným názvem (cíl) odpoví a sdělí tak klientovi (odesílateli) svou MAC adresu. Klient si tuto adresu uloží do cache pro pozdější využití a pak naváže spojení s požadovanou službou.

## NetBIOS nad TCP/IP
NetBIOS nad TCP/IP používá několik portů:
- 137/UDP – NetBIOS Name Service – zajišťuje překlad názvů
- 138/UDP – NetBIOS Datagram Service – Netlogon a procházení systému NetBIOS (browser)
- 139/TCP – NetBIOS Session Service – Relace NetBIOS – trvalá spojení
- 445/TCP – Server Message Block